# Kanton Ducos
Kanton Ducos (francouzsky Canton de Ducos) byl francouzský kanton v departementu Martinik v regionu Martinik. Nacházela se v něm pouze obec Ducos. Zrušen byl v roce 2015.